# Ophir Optronics
La empresa Ophir Optronics desarrolla, fabrica, y comercializa instrumentos ópticos infrarrojos de precisión, instrumentos fotónicos, y equipos de medición en 3D. La compañía ofrece una gama de lentes ópticas-mecánicas y componentes para la defensa, la seguridad, y los mercados comerciales, incluyendo el mercado de la seguridad automotriz. Proporciona lentes radiométricas y lentes atermales para cámaras térmicas refrigeradas, así como lentes DFOV, lentes con aumento y componentes ópticos infrarrojos personalizados. La compañía también suministra una línea de instrumentos láser, como medidores de potencia y energía, perfiladores de rayo láser y analizadores del espectro electromagnético. La empresa está presente en los sectores industrial, sanitario, investigación y desarrollo, etc. La compañía ofrece sistemas de medición en 3D sin contacto y sensores que se utilizan para la inspección de procesos, el control de calidad y la ingeniería inversa, en los sectores; odontológico, automotor y aeroespacial, en la siderurgia, en la microelectrónica y en la fabricación de pantallas de cristal líquido (LCD), etc. La compañía fue fundada en 1976 y su sede central está situada en la ciudad de Jerusalén.